# RuPaul's Drag Race (dodicesima edizione)
La dodicesima edizione di RuPaul's Drag Race è andata in onda negli Stati Uniti su VH1, dal 28 febbraio al 29 maggio 2020.
La stagione è stata confermata il 13 agosto 2019, insieme con Untucked e una quinta edizione di RuPaul's Drag Race All Stars.
Il 23 gennaio 2020, con una diretta sull'account Twitter dell'emittente, la vincitrice della undicesima edizione Yvie Oddly ha annunciato le tredici concorrenti della nuova stagione.
A seguito di molteplici accuse di catfishing e molestie sessuali, la concorrente Sherry Pie è stata squalificata dalla competizione prima della messa in onda dello show, e la produzione ha pesantemente modificato il montaggio per ridurre il più possibile la sua visibilità. Inizialmente queste modifiche erano state apportate unicamente per le trasmissioni statunitensi, ma successivamente vennero apportate anche per le varie trasmissioni internazionali, tra cui sulla piattaforma streaming Netflix.
Jaida Essence Hall, vincitrice dell'edizione, ha guadagnato come premio 100000 $, una fornitura di cosmetici della Anastasia Beverly Hills cosmetics e una corona di Fierce Drag Jewels.
Jan prenderà poi parte alla sesta edizione di RuPaul's Drag Race All Stars, Jaida Essence Hall ha partecipato alla settima, insieme ad altre sette vincitrici del franchise, mentre Heidi N Closet parteciperà all'ottava edizione.

## Concorrenti
Le tredici concorrenti che hanno preso parte al reality show sono state:
| Concorrente        | Vero nome              | Età | Città                       | Posizionamento |
| ------------------ | ---------------------- | --- | --------------------------- | -------------- |
| Jaida Essence Hall | Jared Johnson          | 32  | Milwaukee – Wisconsin       | Vincitrice     |
| Crystal Methyd     | Cody Harness           | 28  | Springfield – Missouri      | Finaliste      |
| Gigi Goode         | Gigi Goode             | 21  | Los Angeles – California    | Finaliste      |
| Sherry Pie         | Joey Gugliemelli       | 27  | New York – New York         | 4º posto       |
| Jackie Cox         | Darius Rose            | 34  | New York – New York         | 5º posto       |
| Heidi N Closet     | Trevien Anthonie Cheek | 24  | Ramseur – Carolina del Nord | 6º posto       |
| Widow Von'Du       | Ray Fry                | 30  | Kansas City – Missouri      | 7º posto       |
| Jan                | Charlie Mantione       | 26  | New York – New York         | 8º posto       |
| Brita              | Jesse Havea            | 34  | New York – New York         | 9º posto       |
| Aiden Zhane        | Devin Lewis            | 29  | Acworth – Georgia           | 10º posto      |
| Nicky Doll         | Karl Sanchez           | 28  | New York – New York         | 11º posto      |
| Rock M. Sakura     | Bryan Steven Bradford  | 28  | San Francisco – California  | 12º posto      |
| Dahlia Sin         | Erick Anthony          | 28  | Los Angeles – California    | 13º posto      |

## Tabella eliminazioni
| Ordine | Episodi | Episodi | Episodi | Episodi | Episodi | Episodi | Episodi | Episodi | Episodi | Episodi | Episodi | Episodi | Episodi            |
| Ordine | 1       | 2       | 3       | 4       | 5       | 6       | 7       | 8       | 9       | 10      | 11      | 12      | 14                 |
| ------ | ------- | ------- | ------- | ------- | ------- | ------- | ------- | ------- | ------- | ------- | ------- | ------- | ------------------ |
| 1      | Widow   | Jaida   | Sherry  | Gigi    | Sherry  | Gigi    | Gigi    | Heidi   | Jaida   | Jaida   | Crystal | Gigi    | Jaida Essence Hall |
| 2      | Gigi    | Sherry  | Heidi   | Jaida   | Aiden   | Jackie  | Crystal | Crystal | Crystal | Crystal | Jackie  | Jaida   | Crystal Methyd     |
| 3      | Brita   | Jan     | Jackie  | Nicky   | Gigi    | Sherry  | Jan     | Jackie  | Heidi   | Sherry  | Gigi    | Sherry  | Gigi Goode         |
| 4      | Jackie  | Aiden   | Widow   | Jackie  | Jackie  | Heidi   | Sherry  | Jaida   | Sherry  | Gigi    | Sherry  | Crystal | Sherry Pie         |
| 5      | Crystal | Rock    | Jaida   | Crystal | Jan     | Jaida   | Jaida   | Gigi    | Gigi    | Heidi   | Jaida   | Jackie  |                    |
| 6      | Nicky   | Dahlia  | Jan     | Jan     | Widow   | Jan     | Widow   | Sherry  | Jackie  | Jackie  | Heidi   |         |                    |
| 7      | Heidi   |         | Rock    | Heidi   | Jaida   | Widow   | Jackie  | Widow   | Widow   |         |         |         |                    |
| 8      |         |         | Gigi    | Sherry  | Crystal | Crystal | Heidi   | Jan     |         |         |         |         |                    |
| 9      |         |         | Aiden   | Widow   | Brita   | Brita   | Brita   |         |         |         |         |         |                    |
| 10     |         |         | Brita   | Aiden   | Heidi   | Aiden   |         |         |         |         |         |         |                    |
| 11     |         |         | Crystal | Brita   | Nicky   |         |         |         |         |         |         |         |                    |
| 12     |         |         | Nicky   | Rock    |         |         |         |         |         |         |         |         |                    |
| 13     |         |         | Dahlia  |         |         |         |         |         |         |         |         |         |                    |

     La concorrente ha vinto la gara
     La concorrente è arrivata in finale ma non ha vinto la gara
     La concorrente ha vinto la puntata
     La concorrente figura tra le prime, si è esibita in playback ma ha perso
     La concorrente figura tra le prime ma non ha vinto la puntata
     La concorrente è salva ed accede alla puntata successiva (l'ordine di chiamata è casuale)
     La concorrente figura tra gli ultimi ma non è a rischio eliminazione
     La concorrente figura tra gli ultimi ed è a rischio eliminazione
     La concorrente è stato eliminata
     La concorrente è riuscita ad accedere alla finale, ma è stata squalificata dalla competizione dopo la registrazione dello show

## Giudici
- RuPaul
- Michelle Visage
- Ross Matthews
- Carson Kressley

### Giudici ospiti
I giudici ospiti sono:
- Nicki Minaj[12]
- Alexandria Ocasio-Cortez
- Chaka Khan
- Daisy Ridley
- Daniel Franzese
- Jamal Sims
- Jeff Goldblum
- Jonathan Bennett
- Leslie Jones
- Normani
- Olivia Munn
- Rachel Bloom
- Robyn
- Thandie Newton
- Whoopi Goldberg
- Winnie Harlow

## Special guest
In quest'edizione ci sono stati dei cameo celebrities, molti di quali concorrenti nelle passate edizioni di RuPaul's Drag Race, che però non sono stati giudici durante la puntata:
- The Vivienne
- Raven
- Kimora Blac
- Mayhem Miller
- Kim Chi
- Sonique
- Zaldy
- Charo
- Vivacious
- Dahlia Sin
- Vanessa Vanjie Mateo
- Erik Paparozzi
- David Benjamin Steinberg
- Jamal Sims
- Bob Harper
- Leland
- Freddy Scott
- Victoria "Porkchop" Parker
- Lisa Rinna
- Harry Hamlin
- Kim Petras
- Adam Lambert
- Bob the Drag Queen
- Monét X Change
- Adore Delano
- Bianca Del Rio
- Scarlet Envy
- Peppermint
- Latrice Royale
- Sasha Velour
- Vivacious
- Dolly Parton
- Nina West
- Yvie Oddly

## Riassunto episodi

### Episodio 1 -I'm That Bitch
Il primo episodio della dodicesima edizione si apre con l'ingresso di sette dei tredici concorrenti nell'atelier. La prima a entrare è Brita, l'ultima è Crystal Methyd. RuPaul fa il suo ingresso annunciando l'inizio di una nuova edizione dando il benvenuto alle prime concorrenti. Come è già accaduto nella sesta edizione, RuPaul spiega loro che la grande apertura di quest'edizione sarà divisa in due parti.
- La mini sfida: per la mini sfida, le concorrenti dovranno indossare due look diversi (un look primaverile ed un look invernale) da presentare in una fashion week. Non viene dichiarata nessuna vincitrice, poiché l'esito della mini sfida sarà sommato a quello della sfida principale.
- La sfida principale: per questa sfida principale, i concorrenti dovranno scrivere, produrre e coreografare un numero hip hop. Durante la preparazione della coreografia, si scaturirono dei problemi tra Widow, che si è proposta di organizzare il tutto ma senza poi ricordarsi i vari passi, e Brita e Jackie che hanno successivamente deciso di chiedere a Heidi di continuare a preparare la coreografia.

Giudici ospiti della puntata è Nicki Minaj. Il tema della sfilata è Sparkles, dove le concorrenti devono sfoggiare un abito ricoperto di brillantini. Dopo la sfilata e le critiche dei giudici, RuPaul dichiara che Gigi Goode e Widow Von'Du sono state le concorrenti con il punteggio più alto, mentre le altre vengono dichiarate salve. Inoltre viene spiegato che le migliori si sfideranno al playback per decretare la migliore della puntata.
- Il playback della vittoria: Gigi Goode e Widow Von'Du vengono chiamate a esibirsi con la canzone Starships di Nicki Minaj. Widow Von'Du viene dichiarata vincitrice del playback e RuPaul rivela che nuove concorrenti stanno per arrivare.

### Episodio 2 -You Don't Know Me
Il secondo episodio della dodicesima edizione si apre con l'ingresso delle ultime sei delle tredici concorrenti nell'atelier. La prima a entrare è Rock M. Sakura, l'ultima è Aiden Zhane. RuPaul fa il suo ingresso annunciando l'inizio di una nuova edizione dando il benvenuto alle concorrenti. Come è già accaduto nell'episodio precedente, RuPaul spiega loro che la grande apertura di quest'edizione sarà divisa in due parti.
- La mini sfida: per la mini sfida, le concorrenti dovranno indossare due look diversi (un look primaverile ed un look invernale) da presentare in una fashion week. Non viene dichiarata nessuna vincitrice, poiché l'esito della mini sfida sarà sommato a quello della sfida principale.
- La sfida principale: per questa sfida principale, i concorrenti dovranno scrivere, produrre e coreografare un numero di cabaret. Durante la preparazione della coreografia, si creano attriti tra Sherry, che si è proposta di organizzare il tutto poiché esperta in materia insieme a Rock, e Jaida che è convinta che non hanno molto tempo per poter organizzare una coreografia completa in stile Broadway, ma di concentrarsi sulla creazione di una più semplice.

Giudici ospiti della puntata sono Thandie Newton e Robyn. Il tema della sfilata è Tulles, dove le concorrenti devono sfoggiare un abito fatto di tulle. Dopo la sfilata e le critiche dei giudici, RuPaul dichiara che Jaida Essence Hall e Sherry Pie sono state le concorrenti con il punteggio più alto, mentre le altre vengono dichiarate salve. Inoltre viene spiegato che le migliori si sfideranno al playback per decretare la migliore della puntata.
- Il playback della vittoria: Jaida Essence Hall e Sherry Pie vengono chiamate a esibirsi con la canzone Call Your Girlfriend di Robyn. Jaida Essence Hall viene dichiarata vincitrice del playback e RuPaul rivela che tutte le concorrenti si incontrerrano per la prima volta.

### Episodio 3 -World's Worst
Il terzo episodio si apre con l'incontro di tutte le concorrenti nell'atelier per la prima volta, dove parlano dei vari problemi che hanno avuto durante le prove coregrafiche e scherzano su quale gruppo sarà migliore durante la competizione. Successivamente arriva RuPaul che annuncia che a partire da questo momento un concorrente sarà eliminato dalla competizione.
- La mini sfida: per la mini sfida, le vincitrici delle puntate precedente, Widow e Jaida devono stilare una classifica, in due gruppi separati, su quale concorrente ritengono più forti e più deboli. La classifica di Widow comprende: Sherry, Jan, Dahlia, Rock ed Aiden. Mentre quella di Jaida è composta da: Gigi, Brita, Nicky, Jackie, Crystal e Heidi. RuPaul, in seguito ha annunciato che la sfida ha determinato i capitani della sfida a squadre. Infatti, le migliori insieme alle concorrenti collocate all'ultimo posto, ossia Widow Von'Du, Jaida Essence Hall, Aiden Zhane e Heidi N Closet vengono elette capitani delle squadre.
- La sfida principale: per la sfida principale, le concorrenti dovranno recitare alle audizioni del talent show World's Worst, parodia dei talent shows American Idol e America's Got Talent. Il primo gruppo è composto da Aiden, Sherry e Brita, il secondo da Heidi, Jackie e Gigi, il terzo è formato da Widow, Nicky, Crystal ed infine il quarto gruppo composto da Jaida, Jan e Dahlia. L'esclusa dalla scelta è stata Rock M. Sakura, che ha avuto l'opportunità di scegliere con quale gruppo unirsi, scegliendo quello di Jaida. Il gruppo di Heidi interpreterà un trio country in attività dal 1939, quello di Widow un gruppo di girl scouts intraprendenti, il quartetto di Jaida sarà un gruppo di falsi attivisti LGBT travestiti da frutta ed infine il gruppo di Aiden sarà un trio di donne che condividono un solo cervello.

Giudice ospite della puntata è Olivia Munn. Il tema della sfilata è Buttons and Bows, dove le concorrenti devono sfoggiare un look con bottoni e fiocchi. RuPaul disse che Widow, Jaida, Jan, Rock, Gigi, Aiden e Brita erano salve, e lasciò le altre concorrenti sul palco per le critiche. Dahlia Sin e Nicky Doll sono le peggiori mentre Sherry Pie è la migliore della puntata.
- L'eliminazione: Dahlia Sin e Nicky Doll vengono chiamate a esibirsi con la canzone Problem di Ariana Grande e Iggy Azalea. Nicky Doll si salva mentre Dahlia Sin viene eliminata dalla competizione.

### Episodio 4 -The Ball Ball
Il quarto episodio si apre con le concorrenti che rientrano nell'atelier dopo l'eliminazione di Dahlia, dove Aiden è infastidita dal fatto che venga costantemente sottovalutata dalle altre mentre Jan si lamenta che, nonostante abbia mostrato tutte le sue abilità ai giudici, non ha ricevuto nessuna menzione d'onore.
- La mini sfida: per la mini sfida le concorrenti devono ballare vestite da api, per poi a turno mostrare a RuPaul la loro coreografia migliore. La vincitrice della mini sfida è Gigi Goode.
- La sfida principale: per la sfida principale, le concorrenti parteciperanno al The Ball Ball, dove presenteranno 3 look differenti, e il terzo dovrà essere cucito e assemblato a mano. Le categorie sono:

- Lady Ball: le concorrenti devono indossare un look da donna sportiva.
- Basketball Wife Realness: le concorrenti devono indossare un look da moglie ricca sfondata.
- Balls to the Wall Eleganza: le concorrenti devono realizzare un outfit con palloni, palline, biglie e palloncini.
Giudice ospite della puntata è Leslie Jones. RuPaul disse che Jackie, Crystal, Jan, Heidi, Sherry e Widow erano salve, e lasciò le altre concorrenti sul palco per le critiche. Rock M. Sakura e Brita sono le peggiori mentre Gigi Goode è la migliore della puntata.
- L'eliminazione: Rock M. Sakura e Brita vengono chiamate a esibirsi con la canzone S&M di Rihanna. Brita si salva mentre Rock M. Sakura viene eliminata dalla competizione.

### Episodio 5 -Gay's Anatomy
Il quinto episodio si apre con le concorrenti che rientrano nell'atelier dopo l'eliminazione di Rock M. dove molte concorrenti, soprattutto Jaida e Brita affermano che Aiden sarebbe dovuta andare a casa per colpa dello scarso impegno impiegato nel realizzare il vestito durante la sfida. Inoltre Nicky ha dichiarato che cercherà in tutti modi di mostrare ai giudici la sua personalità.
- La mini sfida: per la mini sfida, le concorrenti devono pescare a sorte delle pillole, le due concorrenti che troveranno le pillole rosa vinceranno la sfida. Le vincitrici della mini sfida sono Nicky Doll e Gigi Goode.
- La sfida principale: per la sfida principale, le concorrenti dovranno recitare nel medical drama "Gay's Anatomy", parodia della serie tv Gray's Anatomy. Avendo vinto la mini sfida, Nicky e Gigi hanno il compito di assegnare i vari ruoli della sfida. Durante l'assegnazione dei copioni molte concorrenti hanno delle preferenze sui vari ruoli da fare, come ad esempio Sherry, Widow ed Aiden, ma alla fine Nicky e Gigi scelgono basandosi sulle abilità di ognuno, anche scambiando i vari ruoli, come nel caso di Widow e Aiden. RuPaul entra nell'atelier e chiede a Nicky se le scelte fatte hanno accontentato tutti o se per caso qualcuno non è soddisfatto del suo ruolo, e Widow afferma che in realtà aveva intenzione di interpretare un ruolo più serio rispetto a quello assegnatogli. Prima della sfilata, molte concorrenti parlano dei loro rapporti con le loro madri, che sia stato positivo, negativo oppure le abbiano perse troppo presto.

Giudici ospite della puntata è Normani. Il tema della sfilata è Planet of the Capes, dove le concorrenti devono sfoggiare un abito con un mantello. Jan, Widow, Jackie, Sherry, Gigi e Aiden vengono dichiarate salve, e Sherry Pie viene dichiarata la migliore della puntata, mentre le altre concorrenti sono a rischio eliminazione. Durante i giudizi viene chiesto alle concorrenti, chi secondo loro merita di essere eliminata. Heidi N Closet e Nicky Doll sono le peggiori della puntata.
- L'eliminazione: Heidi N Closet e Nicky Doll vengono chiamate a esibirsi con la canzone Heart to Break di Kim Petras. Heidi N Closet si salva mentre Nicky Doll viene eliminata dalla competizione.

### Episodio 6 -Snatch Game
Il sesto episodio si apre con le concorrenti che rientrano nell'atelier dopo l'eliminazione di Nicky, per discutere degli eventi che si sono verificati nella puntata precedente. Brita discute ancora dei problemi tra lei e Aiden, mentre la stessa Aiden è stufa dei vari attacchi e dell'atteggiamento di Brita.
- La sfida principale: per la sfida principale, le concorrenti prendono parte alla sfida più attesa in ogni edizione, lo Snatch Game. Daniel Franzese e Jonathan Bennett sono i concorrenti del gioco. Le concorrenti dovranno scegliere una celebrità e impersonarla per l'intero gioco, con lo scopo di essere il più divertenti possibili. Quando RuPaul ritorna nell'atelier per vedere quali personaggi sono stati scelti, insieme a lui c'è anche Vanessa Vanjie Mateo, concorrente della decima ed undicesima edizione, per dare consigli su cosa "non" fare durante lo Snatch Game. Per la terza volta nella storia dello show un concorrente si presenta con due impersonificazioni, infatti Widow, incomincia il gioco impersonando Tina Turner per poi cambiare durante il gioco con l'ex marito Ike Turner. Le celebrità scelte dai concorrenti sono state:

| Concorrente        | Celebrità impersonata  |
| ------------------ | ---------------------- |
| Aiden Zhane        | Patricia Quinn         |
| Brita              | Jennifer Holliday      |
| Crystal Methyd     | Poppy                  |
| Gigi Goode         | Maria the Robot        |
| Heidi N Closet     | Leslie Jones           |
| Jackie Cox         | Lisa Rinna             |
| Jan                | Bernadette Peters      |
| Jaida Essence Hall | Cardi B                |
| Sherry Pie         | Katharine Hepburn      |
| Widow Von'Du       | Tina Turner/Ike Turner |

Giudici ospiti della puntata sono Daniel Franzese e Jonathan Bennett. Il tema della sfilata è Frozen Eleganza, dove le concorrenti devono sfoggiare abiti che ricordano la neve ed il ghiaccio. RuPaul disse che Heidi, Jaida, Jan e Widow erano salve, e lasciò le altre concorrenti sul palco per le critiche. Aiden Zhane e Brita sono le peggiori, mentre Gigi Goode è la migliore della puntata.
- L'eliminazione: Aiden Zhane e Brita vengono chiamate a esibirsi con la canzone Let It Go (Broadway Theme) di Caissie Levy. Brita si salva mentre Aiden Zhane viene eliminata dalla competizione.

### Episodio 7 -Madonna: The Unauthorized Rusical
Il settimo episodio si apre con le concorrenti che rientrano nell'atelier dopo l'eliminazione di Aiden, per discutere degli eventi di Untucked, come Heidi, che si sente ferita dalle parole di Gigi riguardo al suo trucco; quest'ultima scusandosi afferma che i suoi erano consigli per aiutarla e non critiche per offenderla. Intanto Widow inizia a non sopportare più l'ipocrisia di alcune concorrenti come Brita e Jackie.
- La sfida principale: Per la sfida principale, RuPaul annuncia che le concorrenti dovranno esibirsi nel nuovo musical "Madonna: The Unauthorized Rusical", dove dovranno cantare dal vivo. Questo musical involve la vita di Madonna, dove vengono mostrate la sua evoluzione musicale e quella dei suoi look. Ad ogni concorrente viene data un'epoca diversa della vita di Madonna. Una volta scritto il pezzo, ogni gruppo va nella sala registrazione, dove Michelle Visage, Erik Paparozzi e David Benjamin Steinberg danno loro consigli e aiuto per la registrazione del pezzo. Durante le registrazioni delle tracce Jackie e Crystal hanno dei problemi d'intonazione mentre Jan riceve complimenti per la sua estensione vocale. Successivamente le concorrenti incontrano il coreografo Jamal Sims, con il quale organizzano la coreografia per il brano. Widow ha dei problemi con la coreografia originale, poiché nel primo episodio ha subito un infortunio al ginocchio, mentre Jackie e Brita hanno problemi con i passi da solista.

| Concorrente        | Epoca di Madonna     |
| ------------------ | -------------------- |
| Brita              | Cone Bra Madonna     |
| Crystal Methyd     | Enlightened Madonna  |
| Gigi Goode         | Unapologetic Madonna |
| Heidi N Closet     | Forever Madonna      |
| Jackie Cox         | Boy Toy Madonna      |
| Jaida Essence Hall | Sex Madonna          |
| Jan                | Early Madonna        |
| Sherry Pie         | Movie Star Madonna   |
| Widow Von'Du       | Fempire Madonna      |

Giudici ospiti della puntata sono Alexandria Ocasio-Cortez e Winnie Harlow. Il tema della sfilata è Nights of 1000 Michelle Visages, dove le concorrenti devono sfoggiare un abito che rispecchi un look iconico di Michelle Visage. RuPaul disse che Sherry, Jaida e Widow erano salve, e lasciò le altre concorrenti sul palco per le critiche. Brita e Heidi N Closet sono le peggiori mentre Gigi Goode è la migliore della puntata.
- L'eliminazione: Brita e Heidi N Closet vengono chiamate a esibirsi con la canzone Burning Up di Madonna. Heidi N Closet si salva mentre Brita viene eliminata dalla competizione.

### Episodio 8 -Droop
L'ottavo episodio si apre con le concorrenti che rientrano nell'atelier dopo l'eliminazione di Brita, dove Jan ha un crollo emotivo perché è terribilmente dispiaciuta per l'esclusione di una sua amica, anche se molte delle concorrenti pensano che sia una scusa per sfogarsi per la mancata vittoria della sfida a cui aspirava di più.
- La mini sfida: per la mini sfida, le concorrenti divise in coppie, devono "leggersi" a vicenda, ovvero insultarsi in modo scherzoso. A differenza della versione classica della mini sfida, le concorrenti devono "leggere" le altre attraverso degli oggetti trovati in una scatola. Le vincitrici sono Jackie Cox e Gigi Goode.
- La sfida principale: per la sfida principale, le concorrenti dovranno ideare, realizzare e produrre uno spot commerciale per promuovere il proprio articolo per il marchio "Droop". Quando RuPaul ritorna nell'atelier per vedere i prototipi degli articoli, insieme a lui c'è anche Bob Harper che aiuterà a produrre gli spot nel ruolo di regista. Durante la registrazione degli spot, Widow ha dei problemi nel memorizzare bene il copione da lei scritto, mentre Heidi riceve complimenti per la sua creatività e per il suo fare comico.

| Concorrente        | Prodotto realizzato        |
| ------------------ | -------------------------- |
| Crystal Methyd     | Mollettone con feromoni    |
| Gigi Goode         | Profumo al sonnifero       |
| Heidi N Closet     | Lozione fatta di lacrime   |
| Jackie Cox         | Tappeto magico per inguine |
| Jaida Essence Hall | Mutandoni aderenti         |
| Jan                | Energy spray               |
| Sherry Pie         | Torta che aumenta l'aura   |
| Widow Von'Du       | Spray alla vedova nera     |

Giudice ospite della puntata è Chaka Khan. Il tema della sfilata è Black Wedding, dove le concorrenti devono sfoggiare un abito da sposa completamente nero. Durante i giudizi viene chiesto alle concorrenti chi secondo loro merita di essere eliminata. Dopo la sfilata e le critiche dei giudici, RuPaul disse che Jan e Widow Von'Du sono le peggiori, mentre Heidi N Closet è la migliore della puntata.
- L'eliminazione: Jan e Widow Von'Du vengono chiamate a esibirsi con la canzone This Is My Night di Chaka Khan. Widow Von'Du si salva mentre Jan viene eliminata dalla competizione.

### Episodio 9 -Choices 2020
Il nono episodio si apre con le concorrenti che rientrano nell'atelier dopo l'eliminazione di Jan, dove tutte scherzano sul suo grande entusiasmo ogni volta che entrava nell'atelier, mentre Gigi si sente molto demoralizzata per essere stata quasi a rischio nella puntata precedente.
- La mini sfida: per la mini sfida, le concorrenti devono vestirsi da gatto, e successivamente prendere parte ad un provino per promuovere una lettiera gigante. La vincitrice della mini sfida è Jackie Cox.
- La sfida principale: per la sfida principale le concorrenti parteciperanno ad una campagna elettorale chiamata "Choices 2020" per l'elezione della prima presidente drag queen, dove dovranno preparare un discorso, presentare le loro idee e presentare uno slogan da utilizzare durante il dibattito. Quando RuPaul ritorna nell'atelier per vedere i preparativi della sfida, insieme a lui c'è anche Raven, concorrente della seconda edizione e della prima edizione All Stars, che dà alle concorrenti consigli su come essere divertenti durante la campagna elettorale.

Giudici ospiti della puntata sono Jeff Goldblum e Rachel Bloom. Il tema della sfilata è Stars and Stripes Forever, dove le concorrenti devono sfoggiare abiti con stelle e strisce per onorare la bandiera degli Stati Uniti d'America. Dopo la sfilata e le critiche dei giudici, RuPaul disse che Widow Von'Du e Jackie Cox sono le peggiori, mentre Jaida Essence Hall è la migliore della puntata.
- L'eliminazione: Widow Von'Du e Jackie Cox vengono chiamate a esibirsi con la canzone Firework di Katy Perry. Jackie Cox si salva mentre Widow Von'Du viene eliminata dalla competizione.

### Episodio 10 -Superfan Makeover
Il decimo episodio si apre con le concorrenti che rientrano nell'atelier dopo l'eliminazione di Widow, dove tutte sono dispiaciute perché sanno bene quanto fosse importante per lei, mentre Jackie si sente fiera del suo lip sync per aver rappresentato le sue origini persiane. Successivamente fanno il calcolo delle vittorie di tutti, e Jackie si sente molto amareggiata visto il suo percorso in costante discesa.
- La sfida principale: per la sfida principale, RuPaul annuncia che le concorrenti dovranno truccare e preparare alcune superfan del programma. Jaida, visto che ha vinto la puntata precedente, dovrà mettere in coppia le concorrenti con le superfan. Durante la preparazione, le concorrenti e le superfan si confrontano tra loro su diverse questioni, come ad esempio come le fan hanno scoperto lo show e la cultura drag e come le concorrenti devono dare sempre il massimo durante le sfide. Dopo aver consultato e visto le concorrenti, insieme alle loro "sorelle drag", RuPaul annuncia che le superfan dovranno eseguire una coreografia sul palco interpretando con un lip sync la canzone U Wear It Well di RuPaul.

| Concorrente        | Superfan (Nome Reale) X | Superfan (Nome in Drag) Y |
| ------------------ | ----------------------- | ------------------------- |
| Crystal Methyd     | Grace                   | Opal Methyd               |
| Gigi Goode         | Shea                    | Bebe Bad                  |
| Heidi N Closet     | Nicole                  | Honey Almighty            |
| Jackie Cox         | Tiffany                 | Lil' Snacky Cox           |
| Jaida Essence Hall | Bethany                 | Jazz Essence Hall         |
| Sherry Pie         | Janet                   | Tara Misu                 |

Giudice ospiti della puntata è Daisy Ridley. Dopo la sfilata e le critiche dei giudici, RuPaul disse che Heidi N Closet e Jackie Cox sono le peggiori della puntata, mentre Jaida Essence Hall è la migliore della puntata.
- L'eliminazione: Heidi N Closet e Jackie Cox vengono chiamate a esibirsi con la canzone Kill the Lights di Alex Newell e DJ Cassidy. Dopo un'esibizione fantastica da parte di entrambe, RuPaul annuncia che sia Heidi sia Jackie sono salve e che nessuna verrà eliminata.

### Episodio 11 -One-Queen Show
L'undicesimo episodio si apre con le concorrenti che ritornano nell'atelier, sorprese e stupite dopo la mancata eliminazione. Sia Jackie che Heidi sono contente di avere un'altra possibilità. Intanto, Gigi non è molto entusiasta che sono ancora in sei, anche perché a detta sua deve ricominciare da capo per tornare in testa della competizione.
- La mini sfida: per la mini sfida, le concorrenti devono pescare a sorte un pupazzo che rappresenti una delle altri concorrenti, metterlo in drag e fare un siparietto imitando l'altra concorrente. La vincitrice della mini sfida è Jackie Cox.
- La sfida principale: per la sfida principale, le concorrenti dovranno esibirsi in un numero di stand-up comedy esibendosi dal vivo davanti a un pubblico. Avendo vinto la mini sfida Jackie Cox decide l'ordine di esibizione che è: Jackie, Crystal, Heidi, Gigi, Sherry ed infine Jaida, quest'ultima non è molto contenta di questa scelta ma alla fine decide di continuare e di non arrendersi. Una volta scritte le battute, ogni concorrente raggiunge il palco principale dove ricevono consigli da RuPaul e Whoopi Goldberg. Durante la presentazione, Heidi e Jackie hanno avuto problemi sul rendere il tutto divertente, mentre Crystal ha ricevuto complimenti per la sua creatività e per il suo fare comico. Sherry viola inavvertitamente i limiti di tempo della sua esibizione, sforando di ben 12 minuti e mettendo in difficoltà Jaida, che doveva esibirsi dopo di lei.

Giudice ospite della puntata è Whoopi Goldberg. Il tema della sfilata è The Color Purple, dove le concorrenti devono sfoggiare un abito completamente viola. Dopo la sfilata e le critiche dei giudici, RuPaul dichiara che Heidi N Closlet e Jaida Essence Hall sono le peggiori, mentre Crystal Methyd è la migliore della puntata.
- L'eliminazione: Heidi N Closet e Jaida Essence Hall vengono chiamate a esibirsi con la canzone 1999 di Prince. Jaida Essence Hall si salva mentre Heidi N Closet viene eliminata dalla competizione.

### Episodio 12 -Viva Drag Vegas
Il dodicesimo episodio si apre con le concorrenti che ritornano nell'atelier, per poi spostarsi nell'Untucked a causa di un blackout, dispiaciute per l'eliminazione di Heidi, dove tutte tirano le somme per dare il massimo durante la sfida finale. Il giorno successivo tornando nell'atelier, Gigi si sente sicura nonostante gli alti e bassi durante il suo percorso.
- La mini sfida: per la mini sfida, le concorrenti devono realizzare un look ed un copricapo con piume e strass, che ricordi una showgirl di Las Vegas. Questa sfida è dedicata al live show RuPaul's Drag Race Live!, ospitato per l'appunto nel Flamingo di Las Vegas. La vincitrice della mini sfida è Gigi Goode.
- La sfida principale: per quest'ultima sfisa, RuPaul annuncia che ogni concorrente dovrà scrivere e registrare un pezzo che farà parte del che farà parte del remix del singolo, intitolato Losing Is the New Winning, medley che verrà inserito nella colonna sonora dello show RuPaul's Drag Race Live!. Inoltre, dovranno esibirsi con il brano direttamente sul palcoscenico principale, eseguendo varie coreografie di cabaret, hip pop e disco.

Una volta scritto il pezzo, ogni concorrente va nella sala registrazione, dove Leland dà loro consigli e aiuto per la registrazione del pezzo. Per la realizzazione del balletto per lo studio i concorrenti incontrano Jamal Sims che insegna loro la coreografia.
Giudice ospite della puntata è Jamal Sims. Il tema della sfilata è Eleganza Extravaganza, dove le concorrenti devono sfoggiare il loro look migliore. Dopo la sfilata e le critiche dei giudici, RuPaul disse che Crystal Methyd e Jackie Cox sono le peggiori della puntata, mentre Gigi Goode viene dichiarata la migliore della puntata ed accede alla finale. Jaida Essence Hall e Sherry Pie sono salve ed accedono alla finale.
- L'eliminazione: Crystal Methyd e Jackie Cox vengono chiamate a esibirsi con la canzone On the Floor di Jennifer Lopez e Pitbull. Crystal Methyd si salva ed accede alla finale mentre Jackie Cox viene eliminata dalla competizione.

Viene successivamente confermato che Sherry Pie è squalificata dalla competizione, pertanto non potrà esibirsi nella finale.

### Episodio 13 -Reunited: Alone Together
In questo episodio tutti i concorrenti (ad eccezione di Sherry Pie), si riuniscono insieme con RuPaul, direttamente dalle loro case per rispettare le procedure contro il COVID-19, per parlare della loro esperienza nello show: discutendo di quali sono stati i loro momenti migliori, delle sfide più difficili e delle scelte di stile effettuate delle concorrenti durante lo show.

### Episodio 14 -Grand Finale
Nell'episodio finale della stagione, per la quarta volta nella storia del programma, le tre finaliste dovranno esibirsi in playback chiamati Lipsync For The Crown, tuttavia questa volta il format ha subito un cambiamento per rispettare le procedure contro il COVID-19. Infatti le tre concorrenti si scontreranno insieme in un playback dove verranno inquadrati tutte insieme in un faccia a faccia. Successivamente ogni concorrente si esibirà in un'esibizione originale organizzata direttamente nelle loro case e, alla fine, le due concorrenti che hanno superato i playback iniziali dovranno esibirsi in un playback finale e da lì sarà proclamata la vincitrice dell'edizione.
Ma prima, RuPaul, come ha fatto per tutte le stagioni precedenti, fa delle domande alle finaliste e di come il programma gli ha cambiato la vita, poi ci furono delle sorprese per tutte e tre le finaliste.
Dopo le interviste, le tre finaliste si sono sfidate in playback con la canzone Bring Back My Girls di RuPaul, dove si sono sfidate in un faccia a faccia. Successivamente ogni finalista si è esibita con un'esibizione originale direttamente nella propria casa: Crystal Methyd si è esibita in playback con la canzone I'm Like a Bird di Nelly Furtado, Gigi Goode si è esibita con la canzone Take on Me dei a-ha, ed infine Jaida Essence Hall si è esibita con Get Up di Ciara con Chamillionaire. Dopo le esibizioni, RuPaul ha annunciato che tutte le finaliste riuscirono a passare alla sessione finale, e nessuna fu eliminata.
Prima del lip-sync finale, venne annunciata Miss Congeniality, che come nella precedente edizione sono state le concorrenti a decidere la fortunata, invece del pubblico. Ad annunciare la vincitrice fu Nina West, Miss Congeniality dell'undicesima edizione. A vincere il titolo fu Heidi N Closet.
Nel lip-sync finale, si scontrarono Crystal Methyd, Gigi Goode e Jaida Essence Hall sulla canzone Survivor delle Destiny's Child. Qui fu annunciata la vincitrice della dodicesima stagione, che fu Jaida Essence Hall.

## Controversie
Sherry Pie has been disqualified from RuPaul's Drag Race.

Out of respect for the hard work of the other queens,

VH1 will air the season as planned.
Sherry will not appear in the Grand Finale

scheduled to be filmed later this spring.»
Sherry Pie è stata squalificata da RuPaul's Drag Race.

Per rispetto del duro lavoro delle altre concorrenti,

VH1 manderà in onda la stagione come pianificata.
Sherry non comparirà nel Gran Finale

programmato per essere girato in primavera.»
(VH1 e World of Wonder)
Il 4 marzo 2020 Ben Shimkus, un attore teatrale, ha pubblicato un post sul suo account Facebook descrivendo in dettaglio le sue esperienze con la concorrente Sherry Pie, il cui il vero nome è Joey Gugliemelli, accusandolo di catfishing quando i due hanno studiato insieme nel corso di teatro della SUNY Cortland di New York. Il post di Shimkus ha affermato che Gugliemelli lo ha ingannato usando lo pseudonimo "Allison Mossey" promettendogli una carriera musicale al Broadway Theatre. Ha anche affermato che Gugliemelli lo ha costretto a inviare video fetish sessualmente suggestivi come parte del processo dell'audizioni.
In questi video, a Shimkus è stato chiesto di interpretare il personaggio di Jeff, un individuo dipendente dagli steroidi ossessionato dalla crescita dei muscoli e dall'aumento della forza fisica. Nel copione fornito da Gugliemelli, spiegò Shimkus, il personaggio di Jeff avrebbe dovuto apparire apparentemente eccitato del suo sudore derivato dall'assunzione di steroidi.
In un articolo di BuzzFeed News pubblicato il 5 marzo, altri quattro uomini si sono fatti avanti con accuse simili nei confronti di Gugliemelli, e hanno affermato che con l'alter ego di "Allison Mossey" li aveva portati a credere che la registrazione di video con audizioni sessualmente audaci aumentasse le loro possibilità di essere notati dai direttori di casting.
Successivamente, un altro ex studente della SUNY Cortland ha affermato che Gugliemelli lo ha ingannato nello stesso modo per girare varie scene provocatorie con abiti succinti come parte della sua audizione per una produzione musical di The Nightmare Before Christmas a cui gli era stato detto che lo stesso Tim Burton era affiliato. Un'altra vittima ha affermato che Gugliemelli gli aveva esplicitamente chiesto di masturbarsi davanti alla cinepresa. Ad oggi un totale di sette uomini hanno accusato Guglimelli di catfishing e molestie sessuali.
Guglimelli, tramite l'account Facebook di Sherry Pie, ha pubblicato un post dove afferma di essere dispiaciuta per «aver causato tale trauma e dolore» e che «sta cercando aiuto e cure dal suo ritorno a New York».
Il 6 marzo 2020, un portavoce di VH1, ha confermato che Sherry Pie è ufficialmente squalificata dalla competizione, tuttavia hanno confermato che «Per rispetto dello staff e dei concorrenti, lo show andrà in onda come previsto, ma Sherry non apparirà nel Grand Finale dal vivo». Si tratta del secondo concorrente nella storia del programma ad essere squalificato, dopo Willam Belli nella quarta edizione.
Dopo la messa in onda degli episodi 3 e 5, in cui Sherry Pie è stata dichiarata la migliore della puntata e ha ricevuto un premio in denaro di 5000 $, World of Wonder ha donato a sua volta 5000 $ a The Trevor Project.